# 17. Festival des politischen Liedes
17. Festival des politischen Liedes es un álbum en directo interpretado por artistas de diversas nacionalidades, grabado entre el 15 y el 22 de febrero de 1987 en el contexto de la decimoséptima versión del Festival de la canción política (en alemán: Festival des politischen Liedes) organizado por la Juventud Libre Alemana (FDJ) en el este de Berlín, en la época de la República Democrática Alemana.
Entre los intérpretes de habla hispana en el álbum se encuentran los argentinos León Gieco y Mercedes Sosa (esta última interpretando una canción del primero) y el nicaragüense Luis Enrique Mejía Godoy. Además en el disco participan el sudafricano Abdullah Ibrahim (antes conocido como Dollar Brand) y la actriz alemana Gisela May.

## Lista de canciones
| Lado A |                                      |            |                                 |          |  |
| N.º    | Título                               | Música     | Intérprete                      | Duración |  |
| 1.     | «Bajo el sol de Bogotá»              |            | León Gieco                      | 3:02     |  |
| 2.     | «The Ballad Of The Chrispus Attucks» |            | Mike Glick                      | 2:59     |  |
| 3.     | «Yo soy de un pueblo sencillo»       |            | Luis Enrique Mejía Godoy        | 2:57     |  |
| 4.     | «Masters Of War»                     |            | Perry Friedman y Arno Wyznewski | 4:13     |  |
| 5.     | «Sternenlied»                        |            | Oktoberklub                     | 1:50     |  |
| 6.     | «Doch Die Wärme Bricht Die Kälte»    |            | Städtler y Ruge                 | 2:43     |  |
| 7.     | «Senin Incin»                        |            | Özay                            | 3:11     |  |
| 8.     | «Tula Dubula»                        |            | Abdullah Ibrahim                | 4:13     |  |
| 9.     | «Airstrip One»                       |            | Attila the Stockbroker          | 4:08     |  |
| 10.    | «Por eso luchamos»                   |            | Cutumay Camones                 | 3:45     |  |
| 11.    | «Rumba pa' ti»                       |            | Lydie Auvray                    | 4:18     |  |
| 12.    | «Der Kerker»                         |            | Maria Dimtiriadi y K. Grigoreas | 3:29     |  |
| 13.    | «Stempellied»                        |            | Gisela May                      | 2:13     |  |
| 14.    | «Der Thälmann»                       |            |                                 | 2:42     |  |
| 15.    | «Der Baum»                           |            | Friedensmelodie                 | 1:34     |  |
| 16.    | «Sólo le pido a Dios»                | León Gieco | Mercedes Sosa                   | 3:49     |  |
| 51:06  |                                      |            |                                 |          |  |